# بالکانیکا
بالکانیکا (به انگلیسی: Balkanika) گروه موسیقی صربستانی است.
آن ها در یوروویژن ۲۰۱۸ نماینده صربستان بودند.